# Niszczyciele rakietowe typu Charles F. Adams
Niszczyciele rakietowe typu Charles F. Adams – amerykańskie niszczyciele rakietowe, które zaczęły wchodzić do służby w roku 1960. Zbudowano 23 jednostki tego typu dla US Navy, ponadto trzy zmodyfikowane dla Niemiec i trzy dla Australii. Były to pierwsze okręty na świecie zaprojektowane od początku jako niszczyciele rakietowe.

## Historia
Impulsem dla powstania tych jednostek było opracowanie systemu rakietowego woda-powietrze Tartar, o mniejszych wymiarach, niż poprzedni Terrier, co umożliwiło jego instalację na okrętach wyporności ok. 3000 ton. Pierwsze okręty należące do nowej klasy niszczyciela rakietowego zaprojektowano na bazie zmodyfikowanych planów dużych niszczycieli klasycznych typu Forrest Sherman. Budowę okrętów autoryzowano w 1957 roku. 16 czerwca 1958 położono stępkę pod pierwszy okręt, nazwany „Charles F. Adams” (oznaczenie DDG-2), który dał nazwę całej serii.
Począwszy od 1958 roku zbudowano 29 okrętów tego typu, z czego 23 dla marynarki wojennej USA (US Navy), 3 dla marynarki australijskiej i 3 dla marynarki RFN. Okręty niemieckie i australijskie różniły się nieco szczegółami i wyposażeniem elektronicznym. W marynarce amerykańskiej pierwszy okręt USS „Charles F. Adams” (DDG-2) wszedł do służby 10 września 1960, ostatnie okręty serii w 1964. Od 1965 wchodziły do służby jednostki australijskie (nazywane też typem Perth), a w latach 1969–1970 niemieckie (nazywane też typem Lütjens).
Głównymi epizodami służby niszczycieli tego typu była blokada Kuby podczas kryzysu kubańskiego w 1962 i udział w
wojnie wietnamskiej (1964-1972). Kilka z nich służyło jeszcze podczas wojny w Zatoce Perskiej w 1991, aczkolwiek nie biorąc udziału w walce.
W latach 80. okręty tego typu zaczęto wycofywać z marynarki amerykańskiej, niewielką ich część wówczas zmodernizowano. Modernizacjom poddano też okręty australijskie i niemieckie. Ostatni niszczyciel tego typu USS „Goldsborough” wycofano z US Navy 29 kwietnia 1993. Australijskie niszczyciele zostały wycofane ze służby w latach 1999-2001, a niemieckie do 2003. W 1992, 4 amerykańskie niszczyciele zostały przekazane Grecji. 3 z nich już wycofano, natomiast ostatni „Kimon” (ex- USS „Semmes”) był ostatnim niszczycielem typu Charles F. Adams pozostającym w służbie do czerwca 2004 r.
Obecnie trwają starania w celu przekształcenia pierwszego okrętu tej

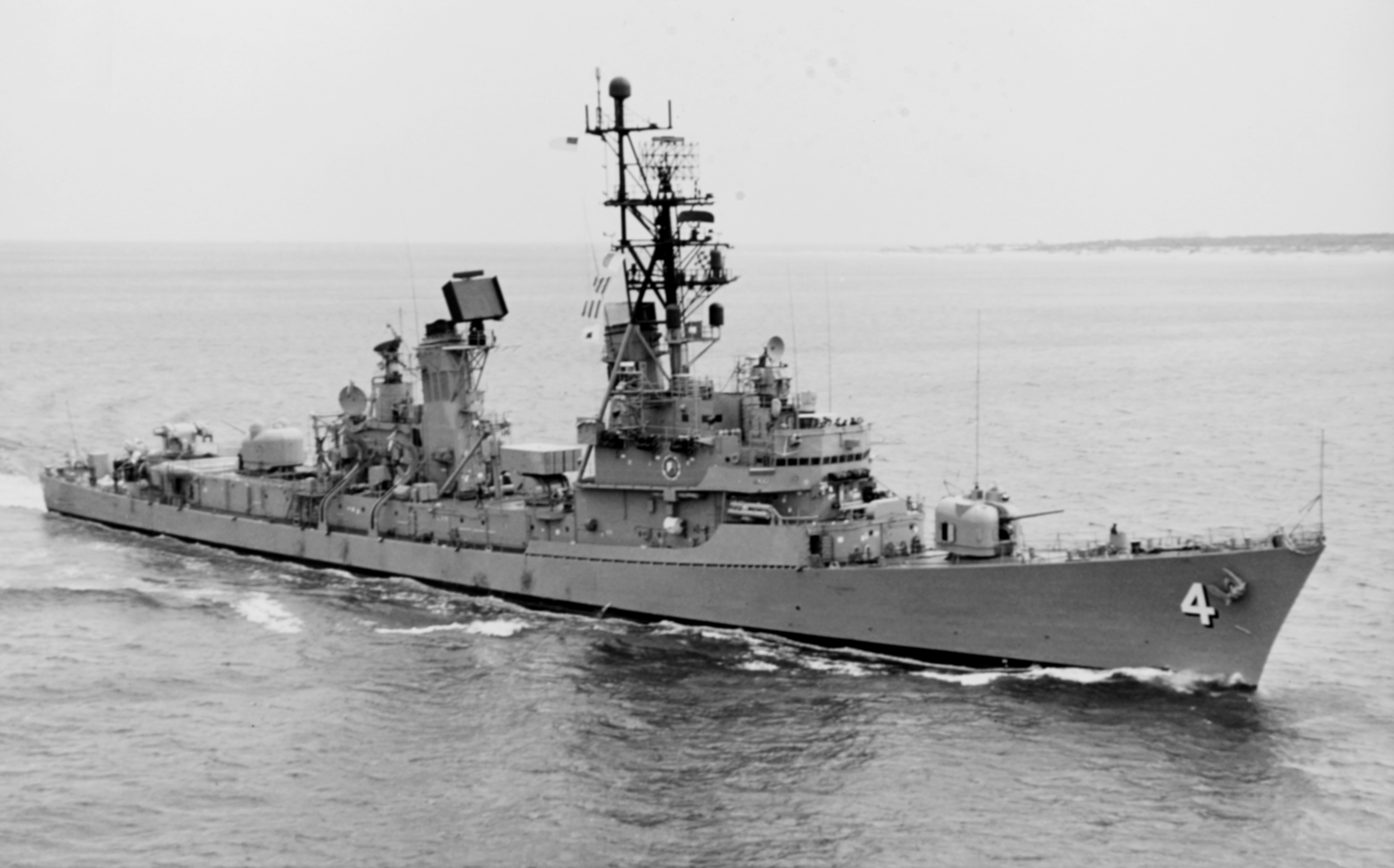
USS „Lawrence” (DDG-4)

klasy (DDG-2) w okręt muzeum.

### Uzbrojenie
- Dwie pojedyncze armaty uniwersalne Mk 42 kalibru 127 mm, zapas amunicji 1100 naboi
- jedna dwuprowadnicowa wyrzutnia Mk 11 (okręty DDG-2 – 14) lub jednoprowadnicowa wyrzutnia Mk 13 (pozostałe) kierowanych przeciwlotniczych pocisków rakietowych RIM-24 Tartar; na części zmodernizowanych okrętów – RIM-66 Standard (SM-1) MR. Na części modernizowanych okrętów można z niej wystrzeliwać także pociski przeciwokrętowe RGM-84 Harpoon
- ośmioprowadnicowa wyrzutnia rakietotorped ASROC
- dwie trzyrurowe wyrzutnie torpedowe Mk 32 kalibru 324 mm dla torped przeciw okrętom podwodnym Mk 46

### Wyposażenie elektroniczne
- stacja radiolokacyjna dozoru powietrznego AN/SPS-37 (okręty DDG-2 – 14), AN/SPS-40 (pozostałe)
- stacja radiolokacyjna dozoru powietrznego AN/SPS-29 (okręty DDG-2 – 14), AN/SPS-39 (pozostałe)
- stacja radiolokacyjna dozoru ogólnego AN/SPS-10
- dwie stacje radiolokacyjne naprowadzania pocisków przeciwlotniczych AN/SPG-51
- stacja radiolokacyjna kierowania ogniem artylerii AN/SPG-53
- podkilowa stacja hydrolokacyjna AN/SQS-23A, AN/SQQ-23A lub AN/SQS-24
- systemy walki radioelektronicznej AN/WLR-1, ULQ-6

## Okręty typu Charles F. Adams
- DDG-2 – USS Charles F. Adams
- DDG-3 – USS John King
- DDG-4 – USS Lawrence
- DDG-5 – USS Claude V. Ricketts
- DDG-6 – USS Barney
- DDG-7 – USS Henry B. Wilson
- DDG-8 – USS Lynde McCormick
- DDG-9 – USS Towers
- DDG-10 – USS Sampson
- DDG-11 – USS Sellers
- DDG-12 – USS Robison
- DDG-13 – USS Hoel
- DDG-14 – USS Buchanan
- DDG-15 – USS Berkeley – późn. grecki Themistocles (D-221)
- DDG-16 – USS Joseph Strauss – późn. grecki Formion (D-220)
- DDG-17 – USS Conyngham
- DDG-18 – USS Semmes – późn. grecki Kimon (D-218)
- DDG-19 – USS Tattnall
- DDG-20 – USS Goldsborough
- DDG-21 – USS Cochrane
- DDG-22 – USS Benjamin Stoddert
- DDG-23 – USS Richard E. Byrd
- DDG-24 – USS Waddell – późn. grecki Nearchos (D-219)

podtyp Perth:
- HMAS Perth (D-38)
- HMAS Hobart (D-39)
- HMAS Brisbane (D-41)

podtyp Lütjens:
- Lütjens (D185)
- Mölders (D186)
- Rommel (D187)